# Heteranthelium
Heteranthelium Jaub. & Spach é um género botânico pertencente à família Poaceae.